# هولوبوو
هولوبوو (به چکی: Holubov) یک منطقهٔ مسکونی در جمهوری چک است که در ناحیه تشسکی کروملوو واقع شده‌است.